# Nehdorf
Nehdorf is een plaats in de Duitse gemeente Weidenbach (Mittelfranken), deelstaat Beieren, en telt 118 inwoners.